# Two Smart People

Two Smart People est un film policier américain de Jules Dassin sorti en 1946 avec Lucille Ball, John Hodiak et Lloyd Nolan.

## Synopsis
Après avoir réussi à obtenir une remise de peine de 5 ans pour le vol d'obligation d'une valeur d'un demi-million de dollars, Ricki Woodner s'aperçoit  qu'une escroc, un flic et un ancien partenaire criminel sont tous à la recherche des obligations qu'il avait pris soin de cacher.

## Fiche technique
- Réalisation : Jules Dassin
- Scénario : Leslie Charteris, Ethel Hill
- Pays de production :  États-Unis
- Société de production : Metro-Goldwyn-Mayer
- Langue : anglais
- Format : noir et blanc – 35 mm – 1,37:1 – mono (Western Electric Sound System)
- Genre : comédie dramatique
- Durée : 93 minutes
- Date de sortie :
  - États-Unis : 4 juin 1946

## Distribution
- Lucille Ball : Ricki Woodner
- John Hodiak : Ace Connors
- Lloyd Nolan : Bob Simms
- Hugo Haas : señor Rodriquez, département de l'Agriculture
- Lenore Ulric : Maria Ynez, auberge des 4 vents
- Elisha Cook Jr. : Fly Feletti
- Lloyd Corrigan : Dwight Chadwick
- Vladimir Sokoloff : monsieur Jacques Dufour
- David Cota : Jose
- Clarence Muse : Porter
- Shelley Winters : non créditée

## Analyse
Il s'agit du sixième et dernier film que Jules Dassin a réalisé pour le compte de la Metro Goldwyn Mayer. Moins un film noir qu'un film sentimental sur fond d'intrigue policière, le film décrit l'idylle éphémère entre deux escrocs professionnels, ironiquement chaperonnée par un policier chargé d'escorter le héros vers la prison de Sing-Sing.
Ici dans un rôle convaincant de femme fatale amoureuse, l'actrice Lucille Ball est dans sa première partie de carrière, à quelques années encore de son triomphe comique à la télévision, dans ses séries  consécutives I Love Lucy (1951-1957) et L'Extravagante Lucy (1962-1967) qu'elle produira avec sa propre compagnie Desilu Productions.